# لبخند زندگی (مجموعه تلویزیونی)
لبخند زندگی نام یک مجموعهٔ تلویزیونی ایرانی به کارگردانی «محمد دستگردی» است که در سال ۱۳۷۲ تولید و از شبکه ۱  پخش گردید.

## خلاصه داستان
پدر خانواده‌ای در یک سانحه رانندگی کشته می‌شود و رانندهٔ خاطی متواری می‌گردد. مادر خانواده با مشقت و سختی، تلاش می‌کند تا خانواده را اداره و کودکان را بزرگ کند. پس از مدتی طولانی، سرانجام رانندهٔ متواری که پدر خانواده را کشته بود، پیدا و دستگیر می‌شود و مادر خانواده، تقاضای قصاص می‌کند، ولی بچه‌ها با خواسته مادر خود مخالفت می‌کنند. در پایان مادر، برای آنکه فرزندانِ آن راننده هم مثل کودکان خود بی سرپرست نشوند، او را می‌بخشد.

## بازیگران و عوامل تولید

### بازیگران
- ثریا قاسمی
- مهین شهابی
- جلیل فرجاد
- عبدالرضا اکبری
- ابراهیم آبادی
- مهری ودادیان
- منوچهر حامدی
- فرخ‌لقا هوشمند
- منوچهر احمدی
- پوراندخت مهیمن
- علیرضا اوسیوند
- منوچهر افسری
- نسرین مقانلو
- مهدی علی‌احمدی
- قاسم پورستار
- محسن اصلانی
- ایرج سرباز
- فریبا حیدری
- توسکا صفایی
- رضا کاظمی
- رضا عفتی
- کبری یگانه
- طاهره طایفی
- جلال مصدق
- محسن گلزار
- حسین کسری
- محمدحسن ذکایی
- منصور ولی‌زاده
- علی‌اکبر خرسندطاهر
- ملک‌منصور مرعشی

### عوامل تولید
- کارگردان: محمد دستگردی
- فیلمنامه: محمد دستگردی، علی‌اکبر محلوجیان
- تصویربردار: حمید احمدی
- تدوین: بهرام سنجابی
- موسیقی: رضا بابایی
- تهیه‌کننده: اصغر زائری
- تعداد قسمت‌ها: ۷ قسمت
- مدت زمان: ۳۵۰ دقیقه
- محصول: گروه اجتماعی شبکه ۱
- سال تولید: ۱۳۷۲